# Proceratophrys boiei
Proceratophrys boiei là một loài ếch thuộc họ Leptodactylidae.
Đây là loài đặc hữu của Brasil.
Môi trường sống tự nhiên của chúng là rừng ẩm vùng đất thấp nhiệt đới hoặc cận nhiệt đới, vùng núi ẩm nhiệt đới hoặc cận nhiệt đới, sông có nước theo mùa, và rừng trước đây suy thoái nghiêm trọng.
Chúng hiện đang bị đe dọa vì mất môi trường sống.

## Sinh thái học
Proceratophrys boiei ăn phần lớn côn trùng và ấu trùng của chúng. Một cuộc kiểm tra nội dung dạ dày cho thấy bọ cánh cứng chiếm khoảng 40% khẩu phần, với châu chấu và dế) chiếm 25% khẩu phần ăn Khi bị quấy rầy, Proceratophrys boiei nhảy xa và sau đó nằm dẹp trên đống lá với các chi cứng và nằm dài; với lớp vỏ ngoài của nó và màu sắc khó hiểu, sau đó nó rất giống với những chiếc lá chết và có khả năng bị bỏ qua bởi những kẻ săn mồi săn mồi bằng mắt thường. 
Tư thế phòng thủ chân cứng này hiện đã được ghi nhận ở ít nhất bảy loài ếch ở bốn họ khác nhau; một trong số đó là  Scythrophrys sawayae, cũng được tìm thấy trong các khu rừng ở phía đông nam Brazil.

## Hình ảnh

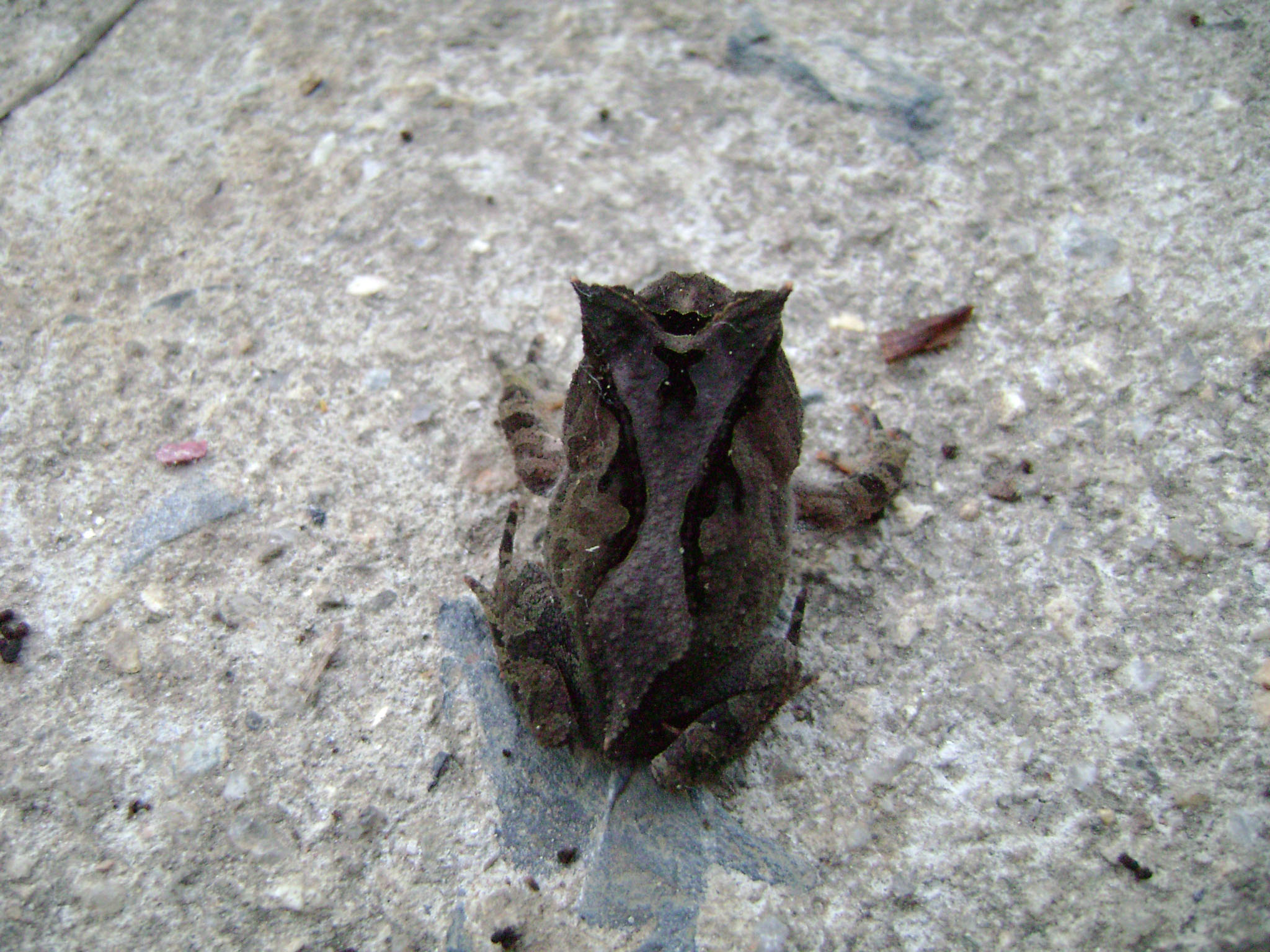
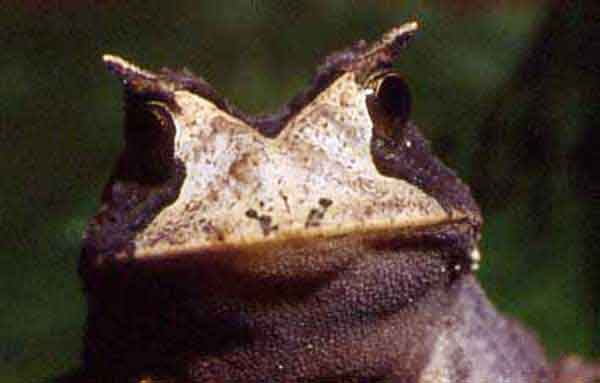
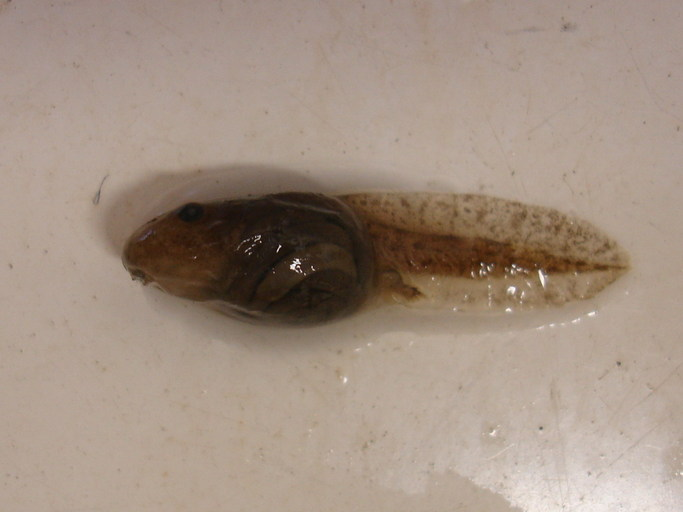
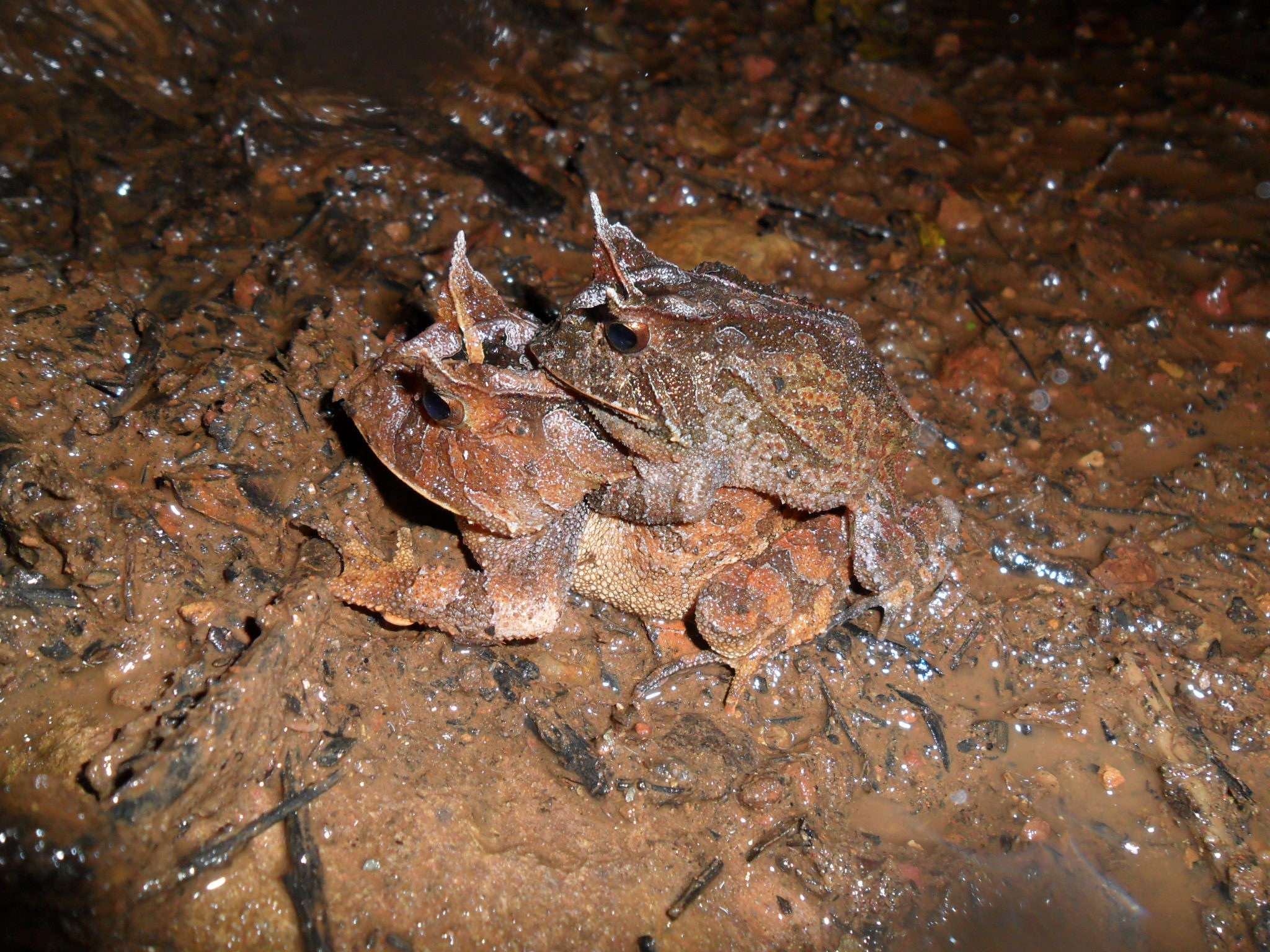